# Saint-Nazaire-d'Aude
Saint-Nazaire-d'Aude är en kommun i departementet Aude i regionen Occitanien  i södra Frankrike. Kommunen ligger  i kantonen Ginestas som ligger i arrondissementet Narbonne. År 2022 hade Saint-Nazaire-d'Aude 2 104 invånare.

## Befolkningsutveckling
Antalet invånare i kommunen Saint-Nazaire-d'Aude
Referens: INSEE